# Tengeri kajak

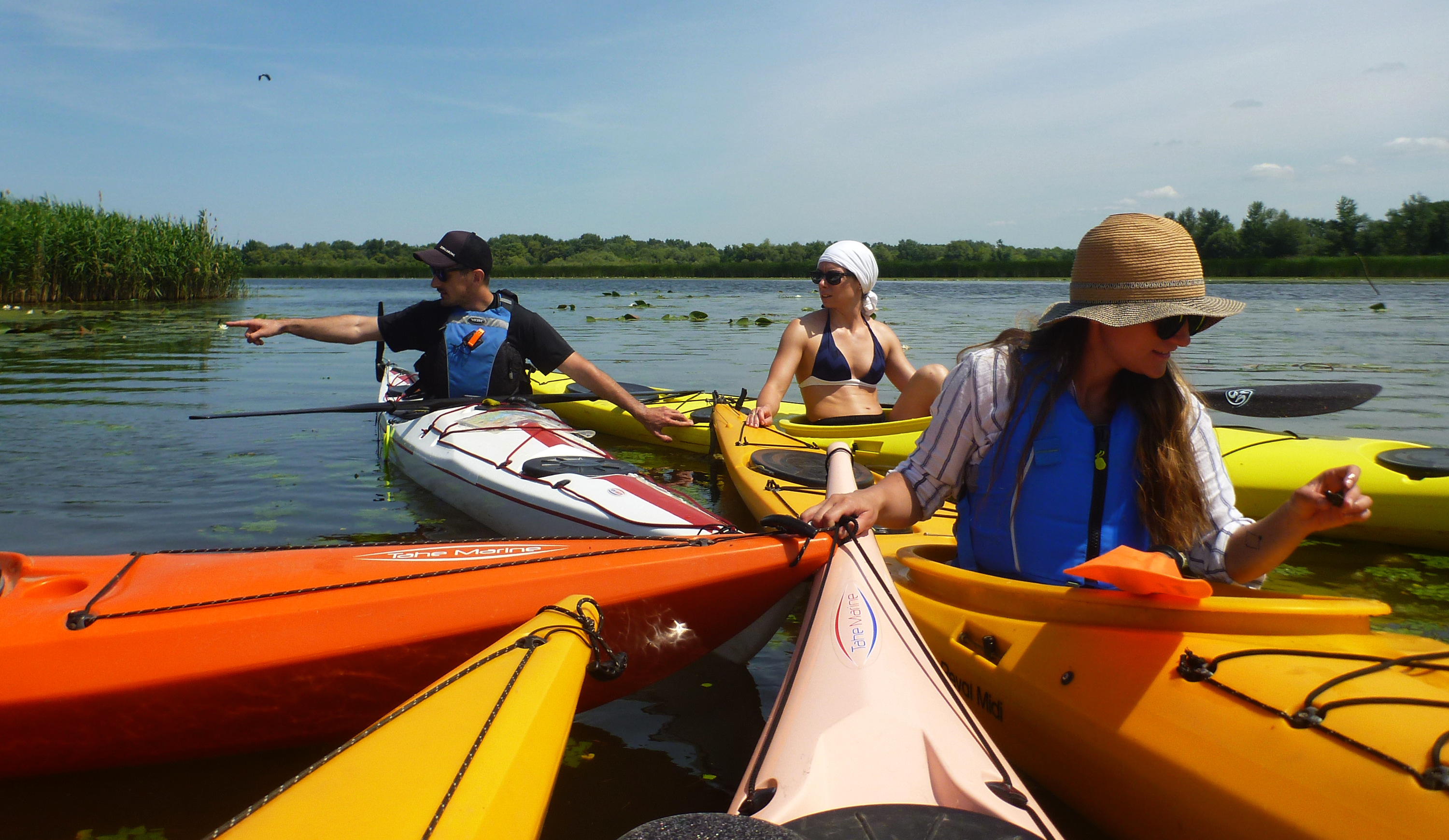
Egyszemélyes tengeri kajakok a Tisza-tavon

A tengeri- vagy túrakajak egy speciálisan kialakított evezős eszköz, amit kifejezetten a tavak, öblök és tengerek nyílt vízfelületien való használatra terveztek. A fedélzete zárt, a beülő nyílás hullámköténnyel zárható, így alkalmas hullámos vízen, akár nyílt tengeren való evezésre.
A rövidebb vadvízi kajakok manőverezhetőségével szemben a tengeri és túra kajakok tervezésénél a gyorsabb utazósebesség, pakolhatóság, egyenesfutás és kényelem a fő szempont.
A tengeri és túra kajakokat a világ számos pontján használják tavakon, lassú folyókon illetve tengeri környezetben, rövidebb vagy akár több hetes evezésekhez, mivel a hajóban elhelyezhető a teljes kemping felszerelés, élelmiszer ellátmány, ivóvíz és egyéb szükséges felszerelés. A tengeri és túra kajakok általában 430–550 cm hosszúak, amihez 50–90 cm szélesség társul.

## Eredete
A modern tengeri és túra kajakok eredete visszavezethető az alaszkai, Észak-kanadai, és Délnyugat-grönlandi evezős hajókhoz. Az eszkimó vadászok gyors és jól manőverezhető hajóit fókák és rozmárok elejtéséhez használták. Az ősi aleut kajak az Iqyak volt, amit tradicionálisan favázra veszített tengeri emlős bőréből építettek. Régészeti leletek szerint már 4000 évvel ezelőtt is használtak kajakokat. A favázra feszített vászon kajakok az 1950-es évekig uralták a túra kajakok piacát, egészen az üvegszálas kompozit kajakok megjelenéséig. A polietilén kajakok az 1980-as évektől kezdtek elterjedni.

## Megjelenés
A modern tengeri túra kajakok formája, anyaghasználata és méretei széles spektrumon változhatnak, a tervezett igénybevétel és felhasználás függvényében. A tengeri kajakok formavilága a tradicionális vonalakat idézi. Alapvető osztályozás szerint megkülönböztetünk merev és összerakható kajakokat. Az összerakható kajakok bizonyos tekintetben a tradicionális hajók közeli leszármazottjai, technikailag nagyon hasonlítanak az ősi favázas kajakokhoz.
A modern összerakható kajakok váza alumínium vagy kompozit, míg a borítása impregnált szintetikus szövet, könnyen szétszedhetők és szállíthatók. Sok összerakható kajak felfújható tömlővel ellátott, ami javítja a másodlagos stabilitást. Az utóbbi időben feltűntek merev vázas nagy nyomású felfújható, illetve origami szerűen formára hajtogatható túra kajakok is.
Az elmúlt évek fejlesztéseinek köszönhetően elérhetőek úgynevezett ráülős, vagy sit on top kajakok is hosszabb kivitelben, amik már alkalmasak tengeri körülmények közötti használatra, megőrizve a rövidebb sit on top kajakok kényelmi funkcióit és könnyű kezelhetőségét.
Ezen kajakok speciális ágát képviselik a surf skik, amik hosszú, keskeny hajók elsősorban szörfzónában való használatra fejlesztve. Népszerűségük az 1960-as évek óta folyamatosan nő.
A rekreációs kajakok egy speciális csoportot alkotnak, ahol a formavilág a túra kajakokat idézi, de rövidebbek és szélesebbek azoknál, illetve nagyobb beülőnyílással rendelkeznek. Ezek a hajók inkább rövidebb túrákra alkalmasak.

## Méretek
A tengeri, túra és rekreációs kajakok hossza 350–850 cm között változik, a hosszabb hajók esetenként 2-3 evezős számára készülnek, de a legáltalánosabb az egyszemélyes kialakítás.
A szélesség tekintetében 45–90 cm közé tehető az átlag, de egyes típusoknál (pl. surf ski) előfordulnak keskenyebb verziók is. A kajak hossza befolyásolja a hajó terhelhetőségét, tárolási kapacitását és menettulajdonságait is. Általánosan elmondható, hogy a hosszabb kajak jobb egyenesfutással rendelkezik, de irányíthatósága nehezebb. A kajak szélessége szintén meghatározza a tárolási kapacitást, illetve a beülő méretét (aminek közvetlenül összefügg a kajakos maximális méretével). A keskenyebb kajakok általában gyorsabbak, de stabilitásuk általánosan alacsonyabb. A menettulajdonságokat és a stabilitást a méretek mellett a hajó formája is nagyban befolyásolja.

## Anyaghasználat
A modern merevfalú tengeri és túra kajakok üvegszálas, vagy karbon kevlár laminált kompozitanyagokból illetve hőre lágyuló polietilénből készülnek. Egyre népszerűbbek a kézzel készített, fa vagy rétegelt lemez hajók, illetve a tradicionális technikákat modern anyagokkal ötvöző vázra feszített vászon hajók. 

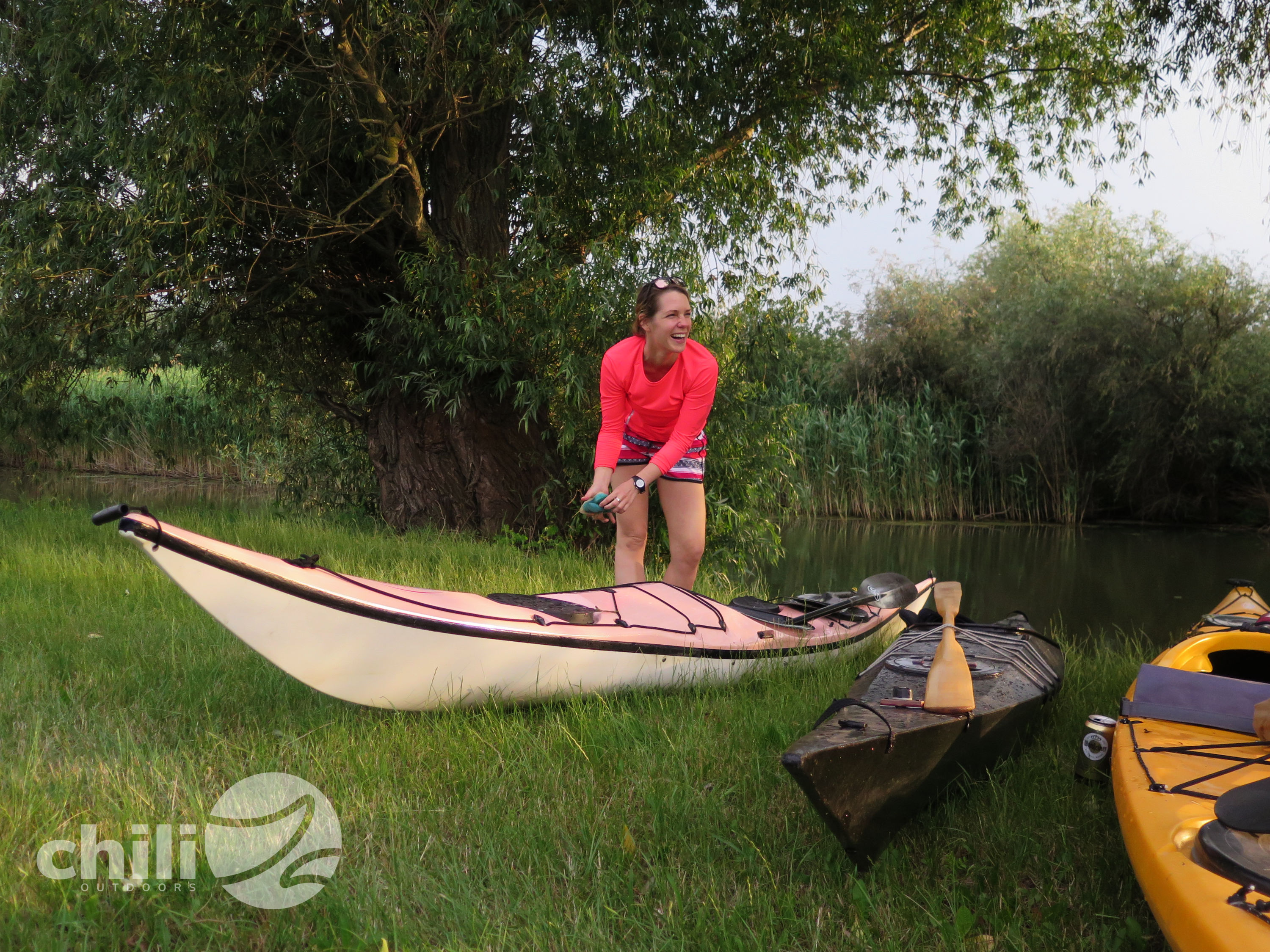
Üvegszálas kompozit, favázra feszített vászon és polietilén tengeri kajakok

## A kajak kialakítása
Az orr, a far és a fedélzet tervezésénél főbb tulajdonságokat tartanak szem előtt a tervezők. Sok modellnél figyelhető meg a magasra felhúzott orr-rész, aminek célja, hogy a hullámokra jobban felfusson a hajó. Más modelleknél a hullámon való áttörést nagyobb felhajtó erejű orr-rész kialakításával biztosítják. A hajó farának a formája befolyásolja a hajóval végezhető mentési feladatokat, illetve a hajó mozgását szélben.
A kajakban található vízhatlan válaszfalak biztosítják, hogy esetleges borulás esetén a kajak ne teljen meg teljesen vízzel, hanem a felszínen maradjon.
A modern tengeri túra kajakok zárható vízhatlan pakolónyílásokkal készülnek, amikkel elérhetőek a hajó száraz rekeszei pakolás céljából. A fedélzeten ezen kívül találhatók rögzítési pontok, amik a kötélzetet tartják. A kötélzet funkciója a fedélzeten tartott felszerelés rögzítése, illetve a mentés megkönnyítése.
A beülő nyílás mérete változatos lehet, ideálisan függ a felhasználás módjától és a kajakos méreteitől. Az egyre elterjedtebb kulcslyuk forma segíti az evezős megfelelő kontaktját a kajakkal és formájából adódóan könnyebb beszállást biztosít.
A hajó menettulajdonságait és kezelhetőségét nagyban befolyásolja a formája. A hajó fenekének kialakítása igen eltérő lehet, a megfelelő formaválasztás a kajakos szokásaihoz, képességeihez, fizikai állapotához és tapasztalatához igazodjon. Egy íveltebb fenék könnyíti a hajó kormányozhatóságát, de csökkenti a sebességét és az egyenesfutását.

## Felszereltség
Sok túra kajakot szerelnek fel kormánnyal, illetve visszahúzható szkeggel. A kormány jellemzően a hajó faránál található, szükség esetén (pl. partraszállás) felhúzható. A kormányt huzal vagy kötél kapcsolja a pedálokhoz, amik funkciója a támasztás és a kormány vezérlése.
Mindkét eszköz a hajó irányítását könnyíti, elsősorban nagy szél vagy hullámzás esetén.

## Evezők
A tengeri túra kajakok tipikusan háromféle lapáttal hajthatók, típusonként jellegzetes evezési stílussal.
- Európai stílusú lapát: a jellemzően lapos, vagy enyhén kanalas kialakítású tollak egy hengeres nyélen helyezkednek el. A forma a gyors manőverezést szolgálja, eredetileg a vadvízi evezésből került a tengeri kajakozásba. Az európai evezők készülhetnek alumíniumból, fából vagy műanyagból, illetve ezek kombinációjából. Egyre jobban terjednek a kompozit lapátok, azon belül is az igényesebb és könnyebb karbonszálas evezők. Az európai lapátok tolla egymáshoz relatívan elforgatott, amely szög gyakran szabályozható. Ennek oka, hogy a lapát könnyebben forgatható, illetve a levegőben lévő toll kisebb ellenállású szembeszélben. Ez az előny nem érvényesül oldalszélben vagy hátszélben.
- Grönlandi típusú lapát: a tradicionális kajaklapátok fából, esetleg karbon kompozitból készülnek. A formája hosszú és keskeny, a végek felé szélesedő. A nyél és a toll közötti átmenet fokozatos, vagy egyfajta vállal van megoldva. A hosszú és keskeny toll teljes felületével hajtja a kajakot. Speciális változata a viharlapát, amit váltott kezes technikával használnak, általában nagy szélben, vagy kiegészítő lapátként.
- Wing lapát: tolla kanalas, szárnyszerű kialakítású. Használata speciális technikát igényel. A többi lapáttal ellentétben a wing lapátok nagyobb tolóerőt biztosítanak. A manőverezés általánosan nehezebb ezzel a típussal. Általánosan versenyzésre használják, de előfordul rekreációs és expedíciós felhasználás is.

## Biztonság
A tengeri túra kajakok biztonságos használata elsősorban a megfelelően felkészült kajakoson múlik. Minden kajakos számára elengedhetetlen a lapáttámaszok ismerete és magabiztos alkalmazása. A lapáttámaszokkal gyakran elkerülhető a borulás, így az egyik legfontosabb kajakos technikának számít. Az eszkimó forduló szintén fontos önmentési technika. A valós helyzetekben az eszkimó forduló elkerülhető lehet jól alkalmazott lapáttámaszokkal. A befordulással járó legnagyobb veszély a víz alatti ütközés valamilyen tereptárggyal (szörf zónában, sziklás aljzaton, folyókban stb.). Ha a borulás elkerülhetetlen, az eszkimó forduló a leggyorsabb módszer az evezés folytatására.
A jól felkészült kajakos több módszert is ismer az önmentésre, visszaszállásra, a hajó ürítésére. A legnagyobb biztonságot azonban egy mentésben jártas evezős partner jelenti, aki azonnal segítséget tud nyújtani egy elhibázott önmentésnél, a hajó ürítésénél és visszamászásnál. Ezek mellett azonban sok tapasztalt kajakos evez hosszú nyílt átkeléseket egyedül, illetve nem ritkák a szóló expedíciók sem.
Az egyik leghasznosabb eszköz az önmentésben egy kisegítő tömlő, vagy úszó. A paddle float az evező végére erősíthető eszköz, aminek segítségével egy erős támasztást használva mászhatunk vissza a hajóba. Bizonyos országokban kötelező felszerelés.
Az úszássegítő mellény vagy mentőmellény a kajakos legfontosabb biztonsági felszerelése, használatával könnyebben kivitelezhetők a mentések, extra felhajtóerőt nyújtanak és fogást biztosítanak a vízbe jutott kajakoson.
A jól felszerelt kajak az adott túra követelményeihez igazodva sokrétű mentő és túlélő felszereléssel ellátott: iránytű, dobózsák, vontatókötél, vízpumpa, javítókészlet, elsősegély csomag, pótevező, fényjelzés, rakéta, szükség élelem, GPS, rádió, telefon, térképek stb.

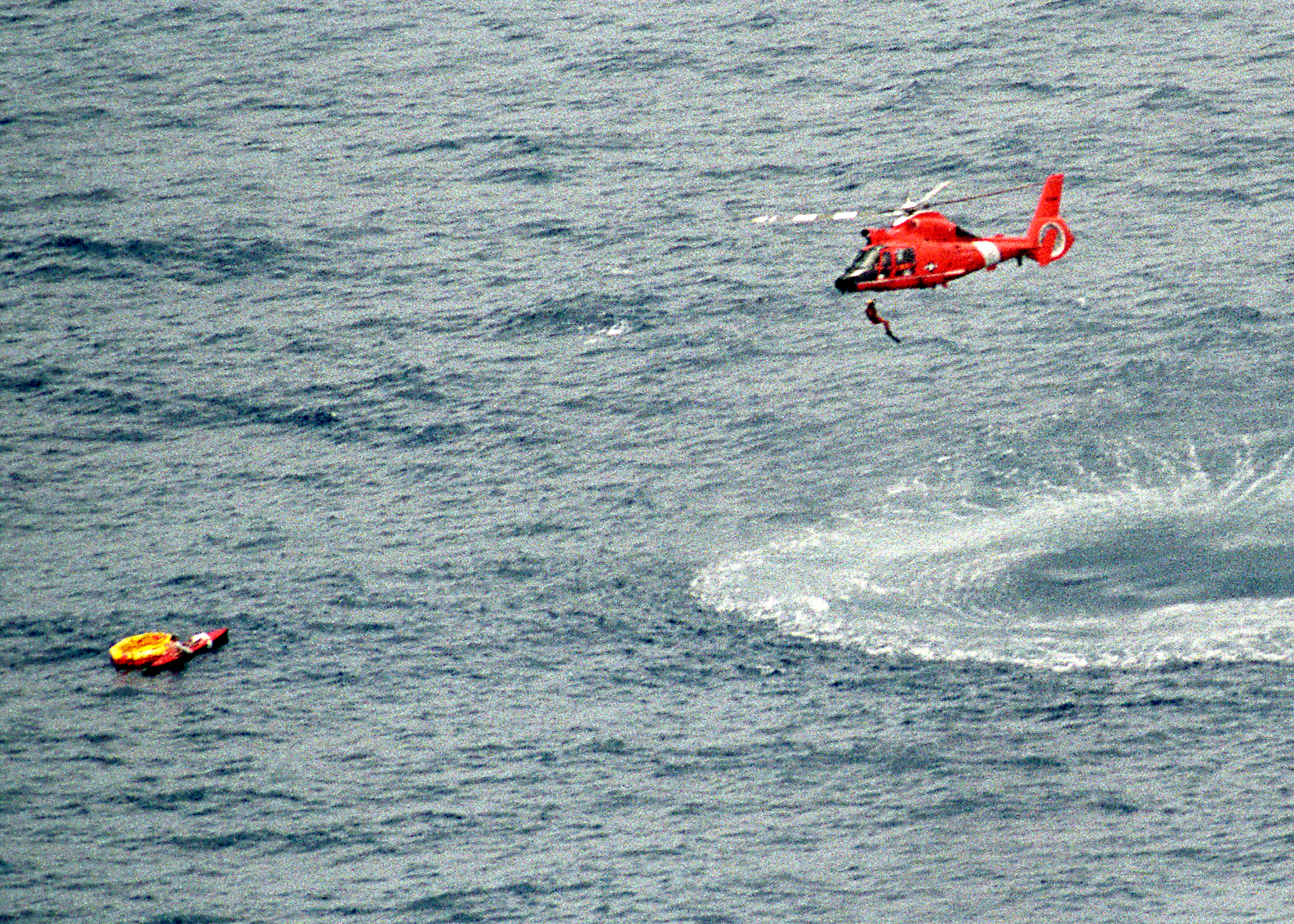
Mentés tengeren